# Секачёв, Алексей Яковлевич
Алексей Яковлевич Секачёв (4 ноября 1906, Мишнево, Калужская губерния — 16 октября 1975, Москва) — советский хозяйственный, государственный и политический деятель.

## Биография
Родился 4 ноября 1906 года  в селе Мишнево (ныне — в Суворовском районе Тульской области) . Член КПСС.
С 1929 года — на хозяйственной, общественной и политической работе. В 1939 году окончил Московский авиационный институт, после чего работал инженером на заводе № 81. В 1941—1947 годы — первый секретарь Ленинградского райкома ВКП(б) города Москвы. В июле 1941 года участвовал в организации в районе 18-й дивизии народного ополчения.
С 1947 года заведовал отделом в горкоме ВКП(б) Москвы.
В 1950—1953 годы — директор Опытного государственного завода № 81 по опытному строительству самолётных установок. В 1953—1975 годы — директор Московского машиностроительного завода «Авангард» Министерства авиационной промышленности СССР. Майор запаса.
Делегат XXII и XXIV съездов КПСС. Избирался депутатом Ленинградского районного Совета депутатов трудящихся Москвы (8-й созыв, 1961).
Умер в Москве 16 октября 1975 года. Похоронен на Новодевичьем кладбище (секция 1 место 57 Колумбария Старой территории).

## Награды
- два ордена Ленина (1947[8], …)
- орден Октябрьской Революции
- орден Отечественной войны II степени (02.07.1945)[9]
- три ордена Трудового Красного Знамени (24.01.1944[10], …, ,,,)
- орден Красной Звезды
- медали, в том числе:
  - За победу над Германией[11] (12.9.1945)[12]
  - За оборону Советского Заполярья[11]